# گارفیلد (شخصیت)
گارفیلد یک گربه خیالی و شخصیت اصلی و قهرمان کمیک استریپ با همین نام است که توسط جیم دیویس خلق شده است. گارفیلد به عنوان یک گربه پرشین خط‌دار نارنجی تنبل، چاق، بدبین و خودخواه به تصویر کشیده شده است. او به خاطر علاقه‌اش به لازانیا و پیتزا، قهوه و خواب و همچنین نفرتش از دوشنبه‌ها، نرمال، دامپزشک و ورزش شهرت دارد.

## شخصیت

### زندگی‌نامه تخیلی

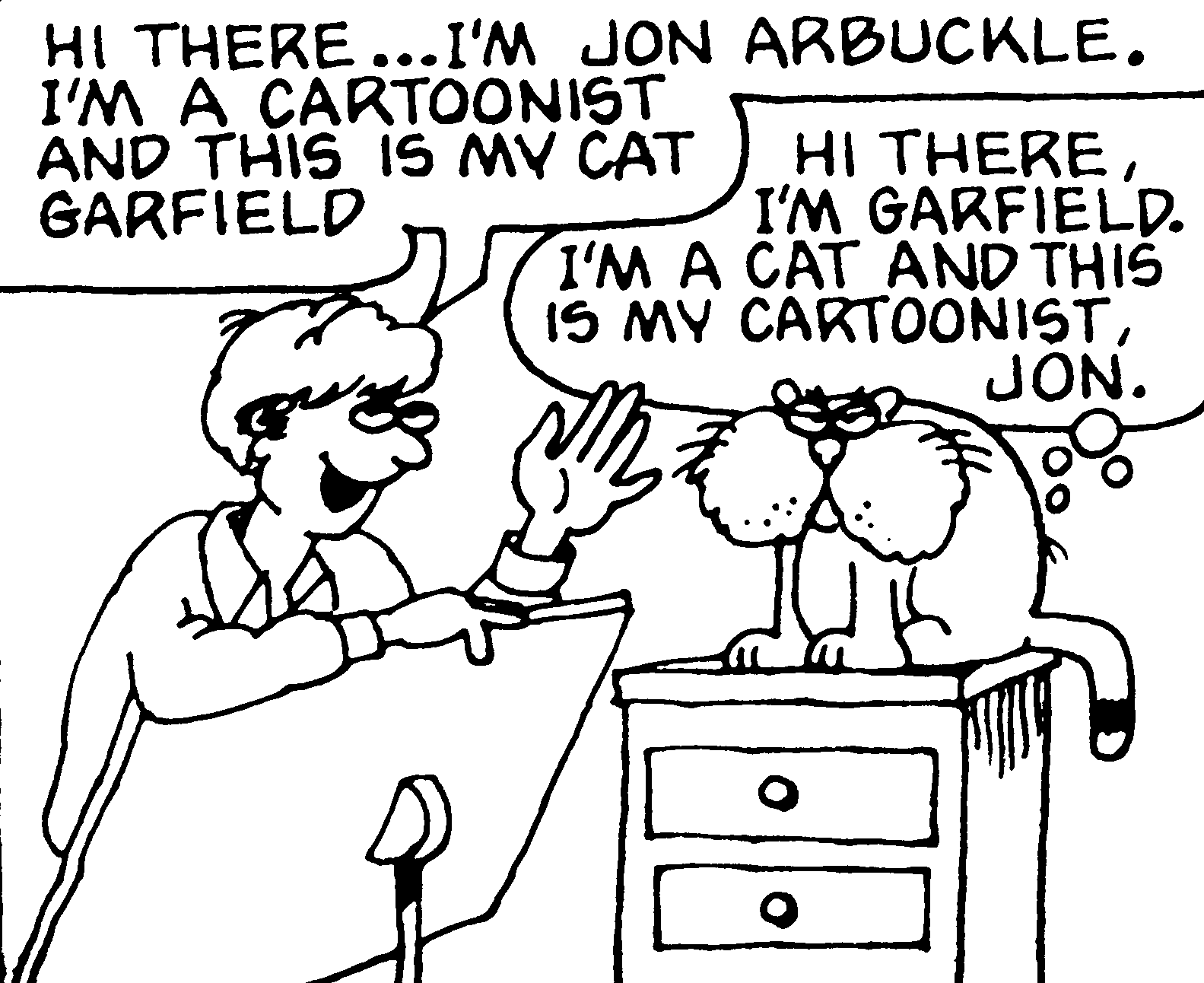
گارفیلد در نخستین حضورش در ۱۹۷۶، در استریپ جان

گارفیلد یک گربه نارنجی است که متعلق به جان آرباکل است. او در ۱۹ ژوئن ۱۹۷۸ (روز انتشار اولین استریپ گارفیلد) در آشپزخانه رستوران ایتالیایی ماما لئونی متولد شد. جیم دیویس نام گارفیلد را از نام پدربزرگش، جیمز گارفیلد دیویس، الهام گرفته است. به عنوان یک بچه گربه، او به لازانیا علاقه‌مند می‌شود که به عنوان غذای مورد علاقه‌اش شناخته می‌شود. به خاطر اشتهای زیادش، مالک رستوران ماما لئونی مجبور می‌شود یا گارفیلد را به کسی بدهد یا رستورانش را ببندد؛ بنابراین گارفیلد به یک فروشگاه حیوانات فروخته می‌شود. گارفیلد در ۱۹ اوت ۱۹۷۸ از آن فروشگاه توسط جان آرباکل به فرزندی انتخاب می‌شود.
گارفیلد به طور مکرر در ماجراهای زیادی درگیر می‌شود، مانند گیر کردن در پرده‌های جمع‌شونده، نبرد با موش‌ها و قفل شدن در پناهگاه‌های حیوانات.
همچنین مشخص شده است که گارفیلد گاهی از «جعبه شن» استفاده می‌کند، مانند یکی از کمیک‌ها در سال ۱۹۷۸؛ او می‌گوید که از تبلیغات بیزار است زیرا «خیلی طولانی برای نشستن و خیلی کوتاه برای رفتن به جعبه شن هستند». در ۲۷ اکتبر ۱۹۷۹ مشخص شد که او از کشمش خوشش نمی‌آید.
در بیست و پنجمین سالگرد گارفیلد در سال ۲۰۰۳، چندین کمیک منتشر شد که در آن او با نسخه سال ۱۹۷۸ خود تعامل داشت. در سال ۲۰۰۵، گارفیلد و جان در چندین کمیک مربوط به بلوندی حضور یافتند به مناسبت هفتاد و پنجمین سالگرد آن. همچنین در ۱ آوریل ۱۹۹۷، کمیک گارفیلد شامل یک کراس‌اور با بلوندی منتشر شد و برعکس، که بخشی از تعویض کمیک‌ها بود.

### ویژگی‌های شخصیت
از ویژگی‌های شخصیتی گارفیلد می‌توان به تنبلی، بدبینی و کنایه‌زنی اشاره کرد. او از دوشنبه‌ها، گربه نِرمال و نفرت دارد و عاشق لازانیا است. همچنین تمایل دارد که از سگ جان، اودی، کلافه شود.

### جنسیت
در فوریه ۲۰۱۷، در صفحه گفتگو ویکی‌پدیای شخصیت گارفیلد، اختلاف نظری در مورد جنسیت این شخصیت به وجود آمد. با اینکه سایر شخصیت‌ها مداوم از ضمیرهای مذکر برای اشاره به گارفیلد استفاده کرده‌اند، اما به دلیل نظرات خالق شخصیت، جیم دیویس، در سال ۲۰۱۴ به مجله منتال فلوس که گفت: «گارفیلد بسیار جهانی است. به‌عنوان یک گربه، او واقعاً نه نر است و نه ماده، و نه نژاد یا ملیت خاصی دارد، و نه جوان است و نه پیر. این به من اجازه می‌دهد تا آزادی بیشتری برای شوخی‌ها و موقعیت‌ها داشته باشم.» دیویس توضیح داد که اگرچه گارفیلد نه نر است و نه ماده، ولی او از ضمیرهای مذکر استفاده می‌کند. با این حال، دیویس بعداً خاطرنشان کرد که گارفیلد در واقع نر است.